# Станіслав Здзярський
Стані́слав Здзя́рський (пол. Stanisław Zdziarski; 17 листопада 1878, Тернопіль — 2 грудня 1928, Варшава) — польський славіст, історик літератури, фольклорист.

## Біографія
Народився 17 листопада 1878 року в м. Тернопіль (Королівство Галичини та Володимирії, Австро-Угорщина, нині Тернопільська область, Україна).
Навчався у Першій тернопільській гімназії (зокрема, 1895 року закінчив VII клас
Був членом студентського товариства «Академічна читальня», яке утворили студенти Львівського та Краківського університетів. Співпрацював із часописами «Атенеум», «Люд», «Вісла» та ін.
Видав біографії поетів «української школи» польського романтизму Мавриція Гославського, Северина Гощинського, Йосифа Богдана Залеського.
Автор праць «Народні елементи в польській поезії XIX століття» (1901), «Із студій над „Українською школою“», «Народний напрямок у поезії» (1900).
Помер 2 грудня 1928 року в м. Варшава (Польська Республіка (1918—1939)).